# Leva Reka
Leva Reka (cyr. Лева Река) – wieś w Serbii, w okręgu pczyńskim, w mieście Vranje. W 2011 roku liczyła 48 mieszkańców.